# Съботиново
Съботиново е бивше село в Югоизточна България, разположено на територията на община Малко Търново. При преброяването от 1934 година е изброено (под името Саботиново) сред множеството колиби, спадащи към град Малко Търново.

## География
Селото е било разположено в южното подножие на Съботиновското бърдо, на самата граница между България и Турция.

## Личности
Родени в Съботиново
- Димитър Манавелов, деец на ВМОРО[2]
- Никола, ятак на ВМОРО[3]